# Damongto
Damongto är en ort i Burkina Faso.   Den ligger i regionen Plateau-Central, i den centrala delen av landet, 70 km öster om huvudstaden Ouagadougou. Damongto ligger 273 meter över havet och antalet invånare är 1 087.
Terrängen runt Damongto är platt. Närmaste större samhälle är Mogtédo, 10,6 km öster om Damongto.
Omgivningarna runt Damongto är en mosaik av jordbruksmark och naturlig växtlighet. Runt Damongto är det ganska tätbefolkat, med 65 invånare per kvadratkilometer.